# İlke Özyüksel
İlke Özyüksel (Ankara, 26 febbraio 1997) è una pentatleta turca, vincitrice di due medaglie di bronzo nell'individuale ai campionati europei.

## Biografia
Ha fatto parte della spedizione turca ai II Giochi olimpici giovanili di Nanchino 2014, classificandosi 5 nella prova individuale e quattordicesima nella gara a squadre mista.
Ha partecipato ai Giochi olimpici estivi di Rio de Janeiro 2016 e Tokyo 2020, classificandosi rispettivamente trentaquattresima e quinta.
Agli europei di Sofia 2016 e Minsk 2014 ha vinto la medaglia di bronzo nella prova individuale.

## Palmarès
- Europei

Sofia 2016: bronzo nell'individuale;
Minsk 2014: bronzo nell'individuale;